# Týr (Schiff)
Die Týr ist ein ehemaliges Patrouillenboot der aus zwei Schiffen bestehenden Ægir-Klasse und war bis 2011 Flaggschiff der isländischen Küstenwache.

## Geschichte
Das Schiff wurde 1974 von Aarhus Flydedok in Dänemark gebaut und am 15. März 1975 in Dienst gestellt. Die Týr ist das zweitgrößte Schiff der Küstenwache und war an Islands Auseinandersetzungen im dritten Kabeljaukrieg beteiligt. Im Mai 1976 überstand das Schiff ein zweifaches Rammmanöver der britischen Fregatte HMS Falmouth. Der Kapitän befahl damals, die Bordkanonen zu besetzen, um ein weiteres Rammen zu verhindern.
Ursprünglich war das Schiff mit zwei 57-mm-M1898-Hotchkiss-Kanonen bewaffnet und wurde 1990 mit Bofors-40-mm-Kanonen ausgestattet. 1994 wurde die Týr mit einem Kran auf der Steuerbordseite und 1997 mit einem größeren Hubschrauberdeck modernisiert. 2001 wurde das Schiff in einer polnischen Werft erneut modernisiert und erhielt ein zweites Ruder.
Die Týr nahm an Frontex-Operationen im Mittelmeer teil. Am 11. Juni 2015 wurde das Schiff von dem russischen Segler Kruzenshtern in Reykjavík gerammt und beschädigt.
Am 15. November 2021 wurde das Schiff außer Dienst gestellt und zusammen mit der Aegir für 51 Mio. ISK (circa 340.000 Euro) verkauft. Neuer Name des Schiffes wurde Poseidon V.

## Technik
Der Hauptantrieb besteht aus zwei MAN-Dieselmotoren mit insgesamt 9.830 kW, die das Schiff auf maximal 20 Knoten Geschwindigkeit bringen können. Das Schiff verfügt über ein Flugdeck und einen Hangar für einen leichten Hubschrauber und kann Hubschrauber betanken.

## Namensgebung
Týr ist ein Gott in den altisländischen Schriften der Edda, wo er einerseits als Gott des Kampfes und Sieges benannt ist, andererseits aber auch als Bewahrer der Rechtsordnung auftritt.